# Krzysztof Sokalski
Krzysztof Sokalski (ur. 13 sierpnia 1986) – były polski piłkarz występujący na pozycji napastnika.
Wychowanek Łódzkiego Klubu Sportowego. W swojej karierze reprezentował też barwy innych klubów z województwa: Włókniarza Konstantynów Łódzki oraz Górnika Łęczyca. W I lidze, w barwach Widzewa, zadebiutował 28 lipca 2006. W Orange Ekstraklasie rozegrał dziewiętnaście meczów (stan na 20 kwietnia 2007 r.), strzelił cztery bramki. Dodatkowo czterokrotnie występował w meczach Pucharu Ekstraklasy, zdobywając w tych rozgrywkach jednego gola.
21 lipca 2008 roku w wieku 22 lat, niespodziewanie ogłosił zakończenie kariery sportowej.